# Prete, fai un miracolo
Prete, fai un miracolo è un film del 1975 diretto da Mario Chiari.

## Trama
Il giovane sacerdote italiano don Alberto viene mandato a New York, dove si trova solo e subisce l'indifferenza tipica della metropoli. Viene coinvolto da un gruppo di giovani hippy, gli "angeli della morte" che hanno annunciato il loro suicidio collettivo per protestare contro la società che è priva di amore e vittima del sistema che uccide tutto. Il sacerdote cerca di fuggire ma poi decide di restare in mezzo a loro per cercare di portarli a più miti consigli e farli rinunciare al loro gesto. Rendendosi conto di non riuscire nel suo intento, il giovane sacerdote si uccide in una rituale dimostrazione che vuole rinnovare il sacrificio di Cristo. Il suo gesto porta il frutto desiderato perché i ragazzi rinunciano al suicidio.

## Produzione

### Regia
È il primo e l'unico film come regista di Mario Chiari, grande uomo di spettacolo che ha lavorato con Luchino Visconti nei film Ludwig e Le notti bianche, con Federico Fellini ne I vitelloni, con Vittorio De Sica nel film Miracolo a Milano e con Carmine Gallone nel film Casta Diva e naturalmente in moltissime altre occasioni di lavoro. Ha ricevuto varie volte il Nastro d'argento alla migliore scenografia.